# Cohors II Chalcidenorum

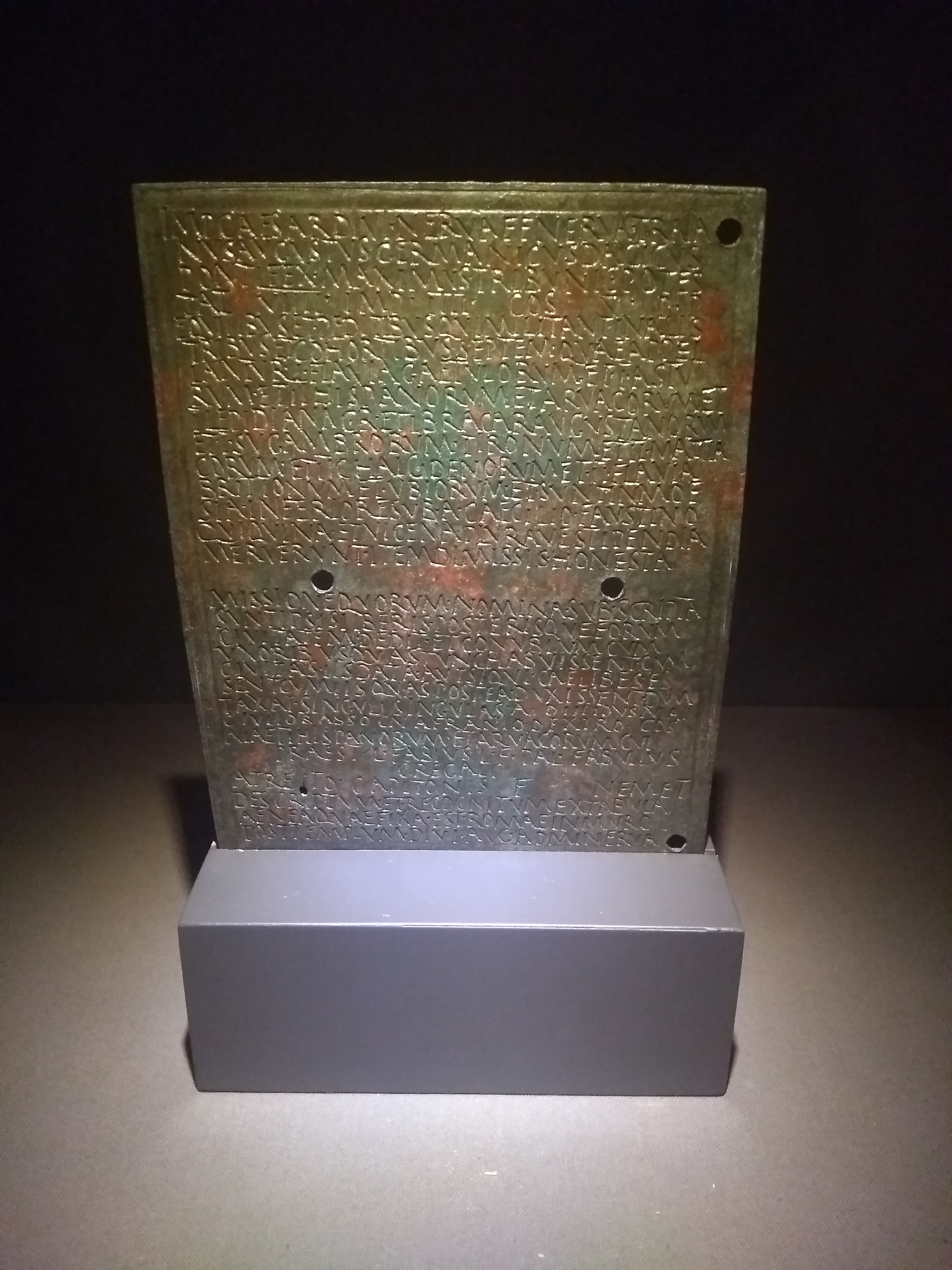
Eines der Militärdiplome vom 13. Mai 105 n. Chr.

Die Cohors II Chalcidenorum [sagittariorum oder sagittaria] (deutsch 2. Kohorte aus Chalcis [der Bogenschützen]) war eine römische Auxiliareinheit. Sie ist durch Militärdiplome belegt.

## Namensbestandteile
- Cohors: Die Kohorte war eine Infanterieeinheit der Auxiliartruppen in der römischen Armee.

- II: Die römische Zahl steht für die Ordnungszahl die zweite (lateinisch secunda). Daher wird der Name dieser Militäreinheit als Cohors secunda .. ausgesprochen.

- Chalcidenorum: aus Chalcis. Die Soldaten der Kohorte wurden bei Aufstellung der Einheit aus der Stadt Chalcis und ihrer Umgebung rekrutiert.

- sagittariorum oder sagittaria: der Bogenschützen. Der Zusatz kommt in den Militärdiplomen von 120 und 145 bis 157 vor.

- equitata: teilberitten. Die Einheit war möglicherweise ein gemischter Verband aus Infanterie und Kavallerie.[1][2][3][A 1]

Da es keine Hinweise auf den Namenszusatz milliaria (1000 Mann) gibt, war die Einheit entweder eine reine Infanterie-Kohorte, eine Cohors (quingenaria) peditata, mit einer Sollstärke von 480 Mann oder eine Cohors (quingenaria) equitata mit einer Sollstärke von 600 Mann (480 Mann Infanterie und 120 Reiter), bestehend aus 6 Centurien Infanterie mit jeweils 80 Mann sowie 4 Turmae Kavallerie mit jeweils 30 Reitern.

## Geschichte
Die Kohorte war in den Provinzen Moesia und Moesia inferior (in dieser Reihenfolge) stationiert. Sie ist auf Militärdiplomen für die Jahre 75 bis 157 n. Chr. aufgeführt.
Der erste Nachweis in Moesia beruht auf zwei Diplomen, die auf 75 datiert sind. In den Diplomen wird die Kohorte als Teil der Truppen (siehe Römische Streitkräfte in Moesia) aufgeführt, die in der Provinz stationiert waren. Weitere Diplome, die auf 75 bis 157 datiert sind, belegen die Einheit in derselben Provinz (bzw. ab 99 in Moesia Inferior).

## Standorte
Standorte der Kohorte sind nicht bekannt. Ziegel mit dem vermutlichen Stempel der Einheit wurden in Izvoarele und Sucidava gefunden.

## Angehörige der Kohorte
- [?],[A 1] ein Präfekt (AE 1973, 485)